# Kostel svatého Jakuba Staršího (Vojkov)
Kostel svatého Jakuba Staršího je filiální kostel na území Římskokatolické farnosti Sedlčany v příbramském vikariátu pražské arcidiecéze. Býval farním kostelem Římskokatolické farnosti Vojkov, zrušené v roce 2009. Je chráněn (spolu se sousední bývalou farou čp. 31) jako kulturní památka České republiky.

## Historie
Kostel byl vystavěn zřejmě kolem roku 1200 v románském slohu. První písemná zmínka o vojkovském kostele a místní plebánii je pak z roku 1352, kdy místní duchovní správce odváděl ročně 15 grošů papežského desátku, a kdy byl kostel také goticky přestavěn. V 16. století byla přistavěna věž. V 19. století byla na boku presbytáře přistavěna nová sakristie, a ze stejné doby pochází zřejmě výmalba interiéru kostela a úprava vnějších fasád. Dále byl kostel upravován i v následujících letech, 1. ledna 1899 došlo k jeho novému vysvěcení. V roce 2009 byla původně samostatná vojkovská farnost sloučena s farností v Sedlčanech. Kostel zůstal zachován pro pravidelné bohoslužby.

## Stavební podoba
Kostel je jednolodní, nevelká stavba s poněkud nižším, pravoúhle uzavřeným presbytářem. Na jihu přiléhá k presbytáři pravoúhlá sakristie s oratoří v patře. Kolem kostela se rozkládá hřbitov, mající velmi nepravidelný půdorys. Hřbitov je ohrazen zdí s několika mohutnými vnějšími opěráky, na západní straně k němu přiléhá přízemní budova bývalé fary.

## Kostel ve filmu
Areál kostela a fary se pro svou malebnost několikrát stal objektem zájmu filmařů. Záběry exteriéru kostela a fary byly použity v 10. a 25. díle seriálu 30 případů majora Zemana, kde Vojkov představoval filmovou ves Plánici (v dílech, inspirovaných překroucenou interpretací tzv. Babického případu z roku 1951). Dále se záběry z interiéru kostela objevily v několika dílech seriálu Život na zámku.

## Galerie

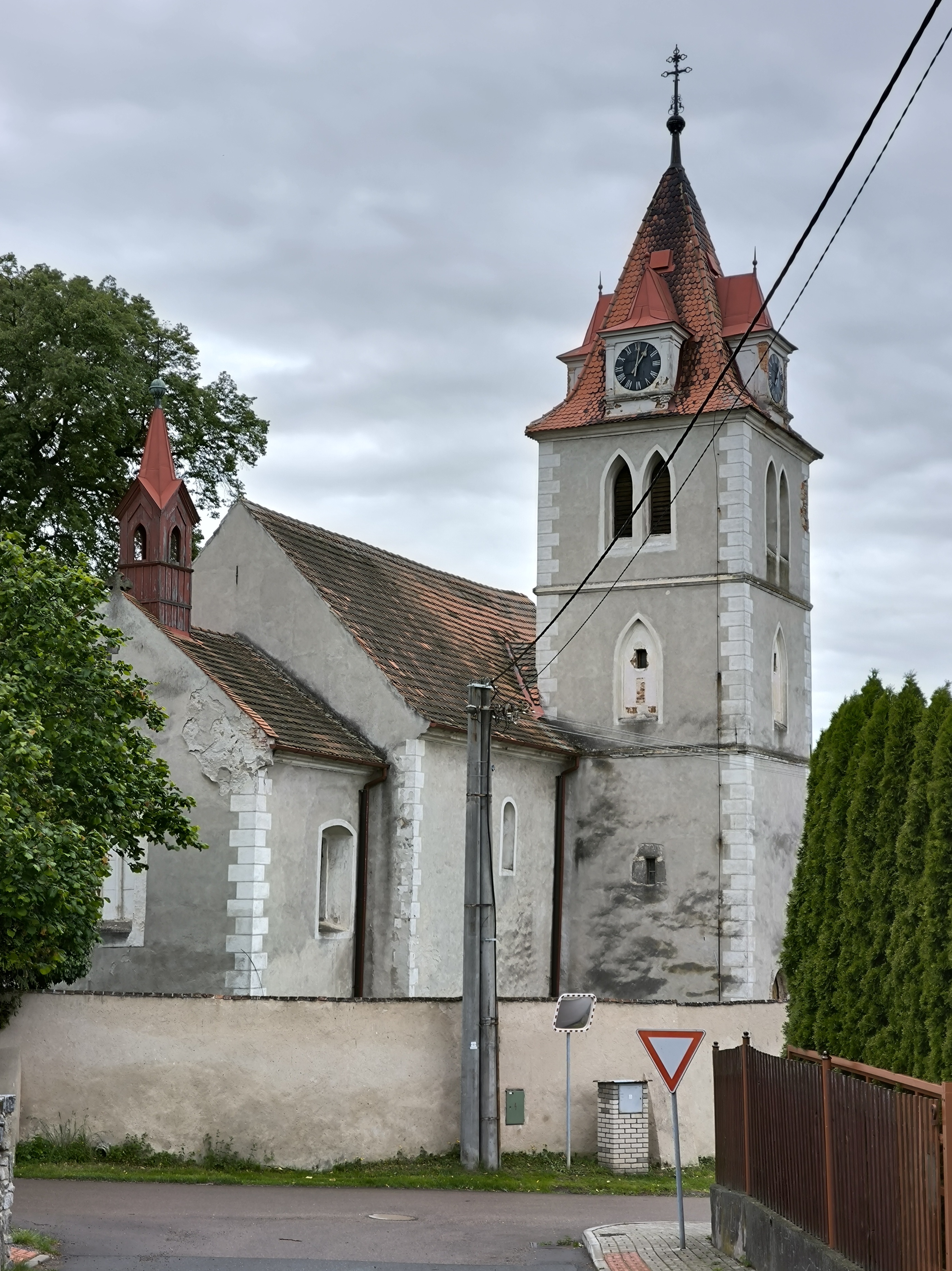
Pohled na kostel od východu
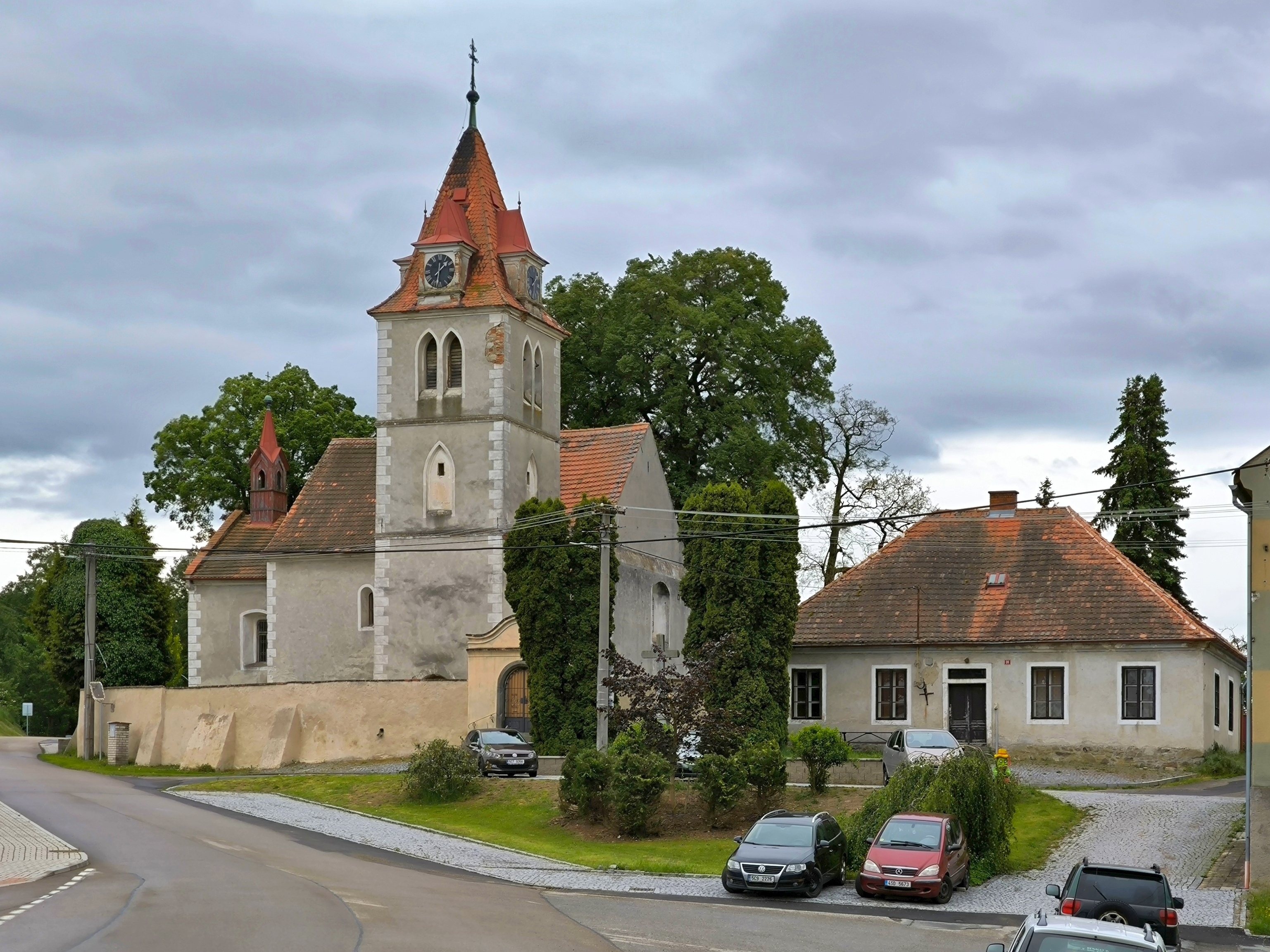
Kostel a fara při pohledu z návsi
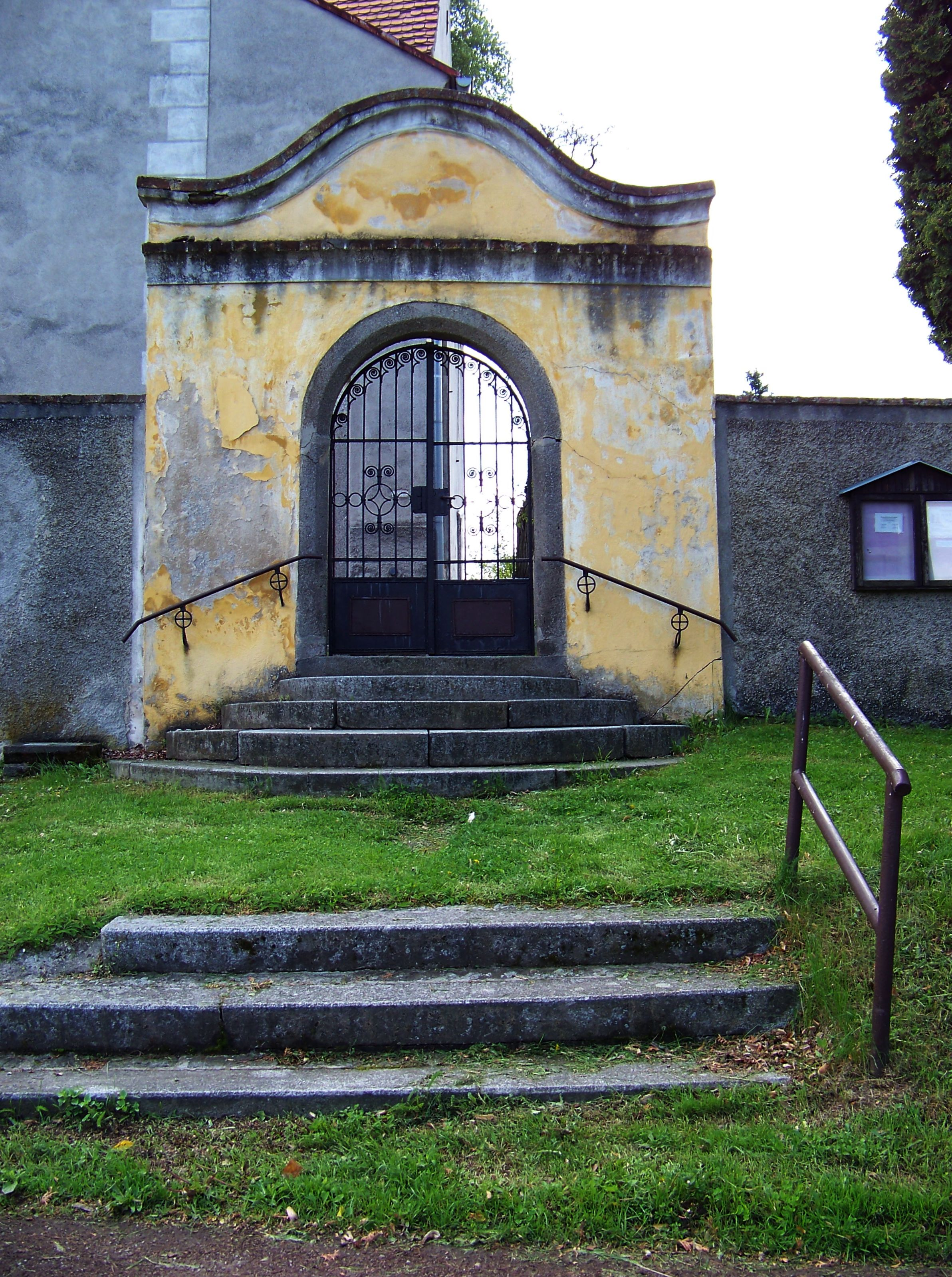
brána v ohradní zdi